# Preajba (okręg Dolj)
Preajba – wieś w Rumunii, w okręgu Dolj, w gminie Malu Mare. W 2011 roku liczyła 1467 mieszkańców.